# Diskografija The Bambi Molestersa
Diskografija The Bambi Molestersa, hrvatskog surf rock sastava, sastoji se od pet studijskih albuma, tri EP-a i dva koncertna albuma.

## Albumi

### Studijski albumi
| Naziv                          | Detalji                                                          |
| ------------------------------ | ---------------------------------------------------------------- |
| Dumb Loud Hollow Twang         | - Objavljen: 1997. - Izdavač: Dirty Old Town, Kamikaze Records   |
| Intensity!                     | - Objavljen: 1999. - Izdavač: Dancing Bear, Kamikaze Records     |
| Sonic Bullets: 13 from the Hip | - Objavljen: 2001. - Izdavač: Dancing Bear                       |
| Dumb Loud Hollow Twang Deluxe  | - Objavljen: 2003. - Izdavač: Dancing Bear                       |
| As the Dark Wave Swells        | - Objavljen: 2010. - Izdavač: Dancing Bear, Glitterhouse Records |

### EP–ovi
| Naziv                                 | Detalji                                            |
| ------------------------------------- | -------------------------------------------------- |
| Play Out of Tune                      | - Objavljen: 1995. - Izdavač: Slušaj najglasnije!  |
| Coastal Disturbance                   | - Objavljen: 1996. - Izdavač: Plastic Bomb Records |
| Bikini Machines / Central Coast Swing | - Objavljen: 1998. - Izdavač: Kamikaze Records     |

### videoalbumi
| Naziv                          | Detalji                                    |
| ------------------------------ | ------------------------------------------ |
| Backstage Pass Documentary DVD | - Objavljen: 2003. - Izdavač: Dancing Bear |
| A Night in Zagreb              | - Objavljen: 2011. - Izdavač: Dancing Bear |

### Kompilacijski albumi
- Smells Like Surf Spirit, 1997.
- Rolling Stone - Rare Trax, Vol. 5 Summer In The City, 1998.
- Feathers, Wood & Aluminium, 1998.
- Tuberider, 1999.
- Monster Party 2000, 2000.
- For a Few Guitars More, 2002.
- Guitar Ace: Link Wray Tribute, 2003.
- Bang Bang Soundtrack, 2006.
- Project R.E.M.: Pure Energy Music, 2012.

## Video spotovi
| Naziv                                     | Godina | Redatelj               |
| ----------------------------------------- | ------ | ---------------------- |
| «The Wedge»                               | 1999.  | Vjeran Pavlinić        |
| «Bikini Machines»                         | 1999.  | Vjeran Pavlinić        |
| «Ice & Pinewood Trees» (ft. Chris Eckman) | 2001.  | Vedran Šamanović       |
| «Theme from Slaying Beauty»               | 2002.  | Radislav Jovanov Gonzo |
| «Chaotica»                                | 2003.  | The Bambi Molesters    |
| «As the Dark Wave Swells»                 | 2009.  | Marc Littler           |